# توماس فارينغتون
توماس فارينغتون (بالإنجليزية: Thomas Farrington)‏ هو قاضي وسياسي أمريكي، ولد في 12 فبراير 1799، وتوفي في 2 ديسمبر 1872. حزبياً، نشط في الحزب الجمهوري. وقد انتخب أمين صندوق الدولة ‏ وانتخب عضو جمعية ولاية نيويورك.